# 波瑠
波瑠（はる、1991年〈平成3年〉6月17日 - ）は、日本の女優、タレント、ファッションモデル。
東京都足立区出身。ホリ・エージェンシー（2024年12月まで）を経て、MU所属。

## 来歴
小学生のころにいじめを受けたことで学校に行くのが嫌になり、学校に行かない口実のために仕事をしようとし、子供でも出来る仕事として芸能人になろうとした。
2004年、中学1年生の時にプロモーションビデオのオーディションに応募し、その時にスカウトされ芸能界入り。最初の数年は全く仕事がなく、当初は、2008年の映画『リアル鬼ごっこ』の冒頭で電車に跳ね飛ばされて亡くなるだけの役のような台詞も何もない脇役が多かった。
2006年、WOWOWのドラマ『対岸の彼女』でエキストラのような形でデビュー。同年、SONY Walkman × NET JUKENETのCMでCM初出演。背中からケーブルが生えてしまったことに最初は戸惑うものの、天地を逆転させたセットで激しく弾き踊りながら、天井はおろか外にまで飛び出していくという女子生徒を演じた。さらに、『だからワタシを座らせて。 通勤電車で座る技術!』で映画初出演、『14才の母』で連ドラ初出演。
2007年5月よりファッション雑誌『セブンティーン』の専属モデルとして活動。同年、映画『檸檬のころ』に出演した際に、役作りのために独学でギターを覚えた。また、時間約10分程度のショートムービー『恋のポロロン』で映画初主演。
2008年4月から翌2009年4月まで『めざましテレビ』（フジテレビ）内のコーナー『MOTTOいまドキ!』でいまドキ娘を担当。さらに、「I miss you/MESSAGE〜明日の僕へ〜」でCDデビュー。また、FUNKY MONKEY BABYSの「告白」でPV初出演。さらに、映画『恋空』に続きドラマの『恋空』（TBS）にも出演。
2009年、映画『山形スクリーム』に波来前胸恵役で出演し、チェーンソーを使った迫力あるアクションシーンを熱演。また、映画『女の子ものがたり』にも出演し、「女優としての意識が変化するきっかけになった」と述べている。当時のことは、女優という自覚も演技力もまだまだで、「全然できなかったんです、お芝居が。自分のレベルが低すぎて、監督から求められていることに応えられない。今まではこのレベルで許されていただけなんだ、と悟りました。」と振り返っている。
2010年、『マリア様がみてる』に小笠原祥子役で長編映画初主演。
2012年3月に表紙を7回務めた『Seventeen』を卒業、同年4月より『non-no』専属モデルとして活動。さらに、NTTdocomo BOOKストアのCMに新人の村松役で出演。スーツ姿で猛ダッシュしたり、ゲリラ豪雨でずぶ濡れになったり、上司に大目玉をくらったりといったハードな撮影を、透明感のある演技でやり遂げた。同年5月、現在の公式ブログ（「Haru's official blog」・アメーバブログ）を開設。
2013年4月から2014年3月まで『A-Studio』（TBS）のアシスタントを担当。さらに、スペシャルドラマ『いねむり先生』（テレビ朝日）では夏目雅子をモデルとしているマサコ役を演じた。また、22歳で出演したドラマ『ノーコン・キッド 〜ぼくらのゲーム史〜』では、美人ゲーマー・高野文美の15歳から45歳までを1人で演じた。
2014年、『おそろし〜三島屋変調百物語』（NHK BSプレミアム）でドラマ初主演。さらに、『がじまる食堂の恋』で長編映画単独初主演。
2015年、映画『アゲイン 28年目の甲子園』にマスターズ甲子園のスタッフの役で出演。役作りのため、実際にマスターズ甲子園を観戦し、ボランティアの仕事ぶりも学んだ。

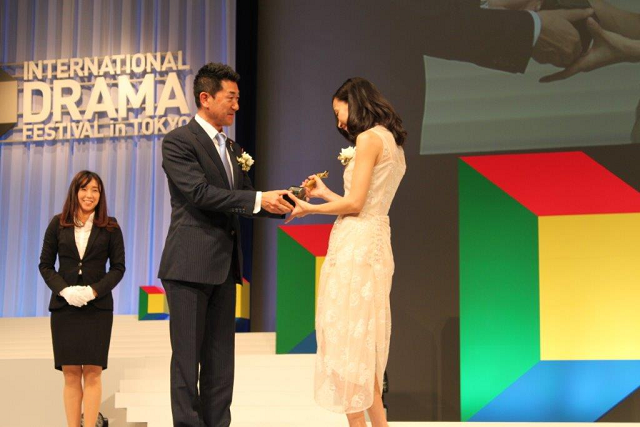
2016年11月、東京ドラマアウォード授賞式にて、助演女優賞を受賞

同年3月12日、NHK連続テレビ小説『あさが来た』のヒロイン・白岡あさ役に決定したと発表される。また、その約1週間後の3月20日に自身のブログにて、表紙を3回務めた『non-no』を卒業すると報告している。
2016年、『ON 異常犯罪捜査官・藤堂比奈子』（関西テレビ）で民放連続ドラマ初主演。また自身が演じた『あさが来た』のヒロイン・白岡あさのモデルである広岡浅子が創業した大同生命保険のイメージキャラクターに選ばれ、10月1日より同社のCMに出演している。本作で第5回コンフィデンスアワード・ドラマ賞 主演女優賞を受賞。
2023年、『わたしのお嫁くん』→『こっち向いてよ向井くん』と、テレビ局こそ異なるが同じ「水10」枠に2クール連続で出演した。
2024年12月25日、同年末をもって19年間所属したホリ・エージェンシーを退所することを発表した。同日、ホリ・エージェンシーは、2025年4月1日をもってホリプロ・ブッキング・エージェンシーと合併し、ホリ・エージェンシーという会社名に幕を下ろすことを明らかにした。

## 人物
趣味は絵を描くこと、ドライブ、入浴、映画鑑賞など。映画鑑賞は高校卒業後、女優活動に専念できる環境になるも一時的に仕事がない状態となった際に、何か資格を取ったりしようか悩むも「逃げ道を作ったらダメ」と考え、お芝居の勉強も兼ねて月に30本ペースで映画を見ることを始め、それから映画好きとなった。
中学時代に、陸上部で走り高跳びをしていた。
座右の銘は、「一視同仁」。
中学3年生の時に、漢字検定2級の資格を取得した。
高校は女子校に通っていた。
周りからは、「サバサバしている」「男前」と言われることが多い。
蟹の着ぐるみを被っている写真やブタ鼻やつけ鼻とつけ髭をしている写真をブログにアップするなど、茶目っ気な一面もある。
セブンティーン同期の大政絢は波瑠について、悪戯好きでピュアなところがあり、構ってあげずに放置すると「チューとかしてくる」と言っている。
『BORDER 警視庁捜査一課殺人犯捜査第4係』で共演した小栗旬は、「波瑠さんは夜10時を過ぎると眠くなっちゃうみたいで、遅い時間の撮影になると子どもみたいになっているんです。」と言っている。
自身が出演した『アゲイン 28年目の甲子園』の監督を務めた大森寿美男は、「活発そうでもなく、ひねくれてるわけでもなく、意外な女優さんです。どこか不思議な人で、掘り起こしてみたいなと感じました。」、「不思議な人でした。打てば響くし、言えばどんどん変わるけど、どこか控え目というか、自分を過小評価してるんじゃないかと思うようなところがありました。」と波瑠のことを語っている。
NHK『おはよう関西』内の「インタビューシリーズ」で波瑠のことをインタビューした三宅惇子は、彼女のことを「飾らない人柄に魅せられるはず」と語っている。
『A-Studio』や『あさが来た』で一緒に仕事をしたことのある笑福亭鶴瓶は、波瑠について「しっかりしてるし、度胸あるし、あっさりしてるし、男っぽい」と語っている。
下積み時代がかなり長く、登場シーンが数秒しかない役、主人公の引き立て役、いじめっ子や不良など汚れ役と言われるような役を演じることが多かった。オーディションで「200連敗くらい」していたとも語る。NHK連続テレビ小説『あさが来た』のヒロインオーディションも、『てっぱん』、『純と愛』、『あまちゃん』での落選に続く4回目の挑戦で合格した。
芝居や思い描く女優像について問われると、「ブレイクしたいとはあまり思っていないんです。長く女優を続けたいですね。」や「最年少や何かの史上初達成、派手な記録にも興味がありません。パッと出て一瞬だけ騒がれるよりも、目立たないけどずっと映画界にいるような存在がいいですね。」、「正直に話すと楽しいと思ったことはない。好きだからこそ『大変だし、つらい』『もっとできるようになりたい、ならなくちゃ』といった思いが募る。」、「役に好き嫌いはないです。もう役で人も殺しましたし、殺されもしました。やってみたい役？う〜ん、悪女に興味はあります。毒を持っている人を演じてみたいです」などと答えている。
かなりの冷え性のため、寝る前と朝起きた後に夏でも白湯を飲む。また、絹と綿を交互に履く靴下4枚重ねも行っている。「具合が悪いときには6枚」履き、「洗濯物は靴下ばっかり」だという。
ハーフに間違われることもあるが、両親共に日本人である。他にもカラーコンタクトレンズをしていると間違われることがあるが、しているのは視力矯正用の無色透明なコンタクトレンズである。
母親の実家が福島県にあり、本人によれば「本当に原発のすぐ近くで、現在も帰還困難区域なところ」であることを明かしている。

## 出演

### 映画
- だからワタシを座らせて。通勤電車で座る技術!（2006年10月7日、sazanami） - 愛 役
- 檸檬のころ（2007年3月31日、ゼアリズ） - 吉井薫 役
- 恋空（2007年11月3日、東宝） - 亜矢 役
- 恋のポロロン（2007年） - 主演・果歩 役
- ちーちゃんは悠久の向こう（2008年1月19日、シナジー） - 林田遊子 役
- 夕映え少女 「浅草の姉妹」（2008年1月26日、「夕映え少女」製作委員会） - お染 役
- リアル鬼ごっこ（2008年2月2日、ファントム・フィルム） - 佐藤ハル 役
- ロックンロール★ダイエット!（2008年9月13日、バイオタイド） - 江口なるみ 役
- 天使のいた屋上（2008年11月8日、アステア） - 川代瑞生 役
- イケメンバンク THE MOVIE（2009年3月14日、ジョリー・ロジャー） - 山村百合 役
- 守護天使（2009年6月20日、エイベックス・エンタテインメント） - 渡辺麻美 役
- 山形スクリーム（2009年8月1日、ギャガ・コミュニケーションズ） - 波来前胸恵 役
- 女の子ものがたり（2009年8月29日、エイベックス・エンタテインメント / IMJエンタテインメント） - きみこ（高校生時代） 役
- 武士道シックスティーン（2010年4月24日、ゴー・シネマ） - 西荻緑子 役
- ソフトボーイ（2010年6月19日、東映） - 草薙結衣 役
- マリア様がみてる（2010年11月6日、ジョリー・ロジャー / リバプール / 名古屋テレビ） - 主演・小笠原祥子 役
- アフロ田中（2012年2月18日、ショウゲート） - ミナ 役
- ガール（2012年5月26日、東宝） - 北村裕子 役
- グッドカミング〜トオルとネコ、たまに猫〜（2012年6月4日、ソニー・ミュージックレコーズ） - 美由紀 役
- BUNGO〜ささやかな欲望〜 告白する紳士たち 「幸福の彼方」（2012年9月29日、角川映画） - 絹子 役
- パーティは銭湯からはじまる（2012年12月1日、日本出版販売） - 望 役
- みなさん、さようなら（2013年1月26日、ファントム・フィルム） - 松島有里 役
- 絶叫学級（2013年6月14日、東宝映像事業部） - 保坂まこと 役
- 100回泣くこと（2013年6月22日、ショウゲート） - 小川恵子 役
- 潔く柔く（2013年10月26日、東宝） - 川口朝美 役
- 新大久保物語（2013年11月16日、ユナイテッドエンタテインメント）
- がじまる食堂の恋（2014年9月20日、BS-TBS） - 主演・平良みずほ 役
- アゲイン 28年目の甲子園（2015年1月17日、東映） - 戸沢美枝 役
- グラスホッパー（2015年11月7日、KADOKAWA / 松竹） - 百合子 役
- 流れ星が消えないうちに（2015年11月21日、アークエンタテインメント） - 主演・本山奈緒子 役
- コーヒーが冷めないうちに（2018年9月21日、東宝） - 清川二美子 役
- オズランド 笑顔の魔法おしえます。（2018年10月26日、HIGH BROW CINEMA / ファントム・フィルム） - 主演・波平久瑠美 役[54]
- 弥生、三月-君を愛した30年-（2020年3月20日、東宝） - 主演・結城弥生 役[注 1][55]
- ホテルローヤル（2020年11月13日、ファントム・フィルム） - 主演・田中雅代 役[56]
- アナログ（2023年10月6日、アスミック・エース / 東宝） - ヒロイン・美春みゆき 役[57]

### テレビドラマ
- 対岸の彼女（2006年1月15日、WOWOW） - 魚子の妹 役
- 14才の母（2006年10月11日 - 12月20日、日本テレビ） - 上田はる 役
- わたしたちの教科書 第1・9話（2007年4月12日・6月7日、フジテレビ） - 熊沢桜 役
- スミレ♡16歳!!（2008年4月 - 6月、BSフジ） - 桐生あけび 役
- シバトラ〜童顔刑事・柴田竹虎〜 第1話（2008年7月8日、フジテレビ） - ルミ 役
- 恋空（2008年8月 - 9月、TBS） - 咲 役
- 33分探偵 第3話（2008年8月16日、フジテレビ）
- Room Of King 第3話（2008年10月18日、フジテレビ） - ちーこ 役
- ゴーストタウンの花（2009年3月20日、テレビ朝日） - 秋山リナ 役
- 外科医 鳩村周五郎5（2009年3月27日、フジテレビ） - 朝岡真里菜 役
- オルトロスの犬（2009年7月 - 9月、TBS） - 白川加奈 役
- 新参者 第4話（2010年5月9日、TBS） - 沢村香苗 役
- GOLD 第1話 - 第2話（2010年7月8日 - 15日、フジテレビ） - 椎名涼子 役
- 逃亡弁護士 第6話（2010年8月10日、関西テレビ） - 橋元望 役
- クロヒョウ 龍が如く新章（2010年10月 - 12月、MBS） - 工藤沙紀 役
- 私が初めて創ったドラマ 「オーマイゴット!?」（2010年10月29日、NHK BShi） - リンコ 役
- ヤング ブラック・ジャック（2011年4月23日、日本テレビ） - 八坂渚 役
- 探偵Xからの挑戦状! スペシャル版 「ゴーグル男の怪」（2011年8月5日、NHK） - 榎木光子 役
- スイッチガール!!（2011年12月 - 2012年2月、フジテレビTWO） - 城ヶ崎麗香 役
- 家族が家族であるために（2012年3月28日、BS-TBS） - 佐伯みどり 役
- 駅弁ひとり旅〜東北編〜（2012年4月 - 6月、BSジャパン） - 尾崎菜々 役
- リーガル・ハイ 第1話（2012年4月17日、フジテレビ） - 島村智子 役
- 結婚同窓会〜SEASIDE LOVE〜（2012年7月 - 8月、フジテレビTWO） - 夏目蓮花 役
- 東野圭吾ミステリーズ 第8話（2012年8月30日、フジテレビ） - ヒロイン・佐伯洋子 役
- MONSTERS 第4話（2012年11月11日、TBS） - 鈴木佳代 役
- ピロートーク〜ベッドの思惑〜 第8話（2012年11月22日、関西テレビ） - 葵 役
- 相棒 season11 第11話（2013年1月1日、テレビ朝日） - 二百郷茜 役
- 書店員ミチルの身の上話（2013年1月8日 - 3月12日、NHK総合） - 古川千秋 役
- たべものがたり 彼女のこんだて帖 第9話 - 第10話（2013年5月12日 - 19日、NHK BSプレミアム） - 山根麻衣 役
- 幽かな彼女 第7話（2013年5月21日、関西テレビ） - 広田かすみ 役
- 救命病棟24時 第5シリーズ（2013年7月9日 - 9月10日、フジテレビ） - 国友花音 役
- いねむり先生（2013年9月15日、テレビ朝日） - マサコ 役
- ノーコン・キッド 〜ぼくらのゲーム史〜（2013年10月4日 - 12月20日、テレビ東京） - 高野文美 役
- よろず占い処 陰陽屋へようこそ 第3話（2013年10月22日、関西テレビ） - 宮内夏央 役
- 植物男子ベランダー（2013年11月4日・19日、NHK BSプレミアム） - 花屋の店員 役
- こうのとりのゆりかご〜「赤ちゃんポスト」の6年間と救われた92の命の未来〜（2013年11月25日、TBS） - 安田涼子 役
- マッチング・ラブ（2013年12月24日、TBS） - 岩田遥 役
- 金田一少年の事件簿 獄門塾殺人事件（2014年1月4日、日本テレビ） - 濱秋子 役
- 人質の朗読会（2014年3月8日、WOWOW） - 平澤ひとみ / 平澤咲子（青年期） 役
- BORDER 警視庁捜査一課殺人犯捜査第4係（2014年4月10日 - 6月5日、テレビ朝日） - 比嘉ミカ 役
  - BORDER 衝動〜検視官・比嘉ミカ〜（2017年10月6日・13日） - 主演・比嘉ミカ 役[58]
  - BORDER 贖罪（2017年10月29日） - 比嘉ミカ 役[59][60]
- おそろし〜三島屋変調百物語（2014年8月30日 - 9月27日、NHK BSプレミアム） - 主演・おちか 役
- ごめんね青春!（2014年10月12日 - 12月21日、TBS） - 蜂矢祐子 役
- HTBスペシャルドラマ「UBASUTE」（2014年12月29日、北海道テレビ） - ダイアナ 役[61]
- 大江戸捜査網2015〜隠密同心、悪を斬る!（2015年1月2日、テレビ東京） - 田沼早苗 役[62]
- フラガールと犬のチョコ（2015年3月11日、テレビ東京） - 竹沢かすみ 役[63][64]
- 連続テレビ小説 あさが来た（2015年9月28日 - 2016年4月2日、NHK） - 主演・白岡あさ 役
  - あさが来たスピンオフ 割れ鍋にとじ蓋（2016年4月23日、NHK BSプレミアム） - 白岡あさ 役[65]
- 世界一難しい恋（2016年4月13日 - 6月15日、日本テレビ） - ヒロイン・柴山美咲 役[66]
- ON 異常犯罪捜査官・藤堂比奈子（2016年7月12日 - 9月6日、関西テレビ） - 主演・藤堂比奈子 役[25]
- お母さん、娘をやめていいですか?（2017年1月13日 - 3月3日、NHK） - 主演・早瀬美月 役[67]
- 金曜ロードSHOW!特別ドラマ企画 北風と太陽の法廷（2017年3月17日、日本テレビ） - 主演・櫻川風香 役（岡田将生とのW主演）[68]
- あなたのことはそれほど（2017年4月18日 - 6月20日、TBS） - 主演・渡辺美都 役[69]
- 新春ドラマスペシャル 娘の結婚（2018年1月8日、テレビ東京） - 國枝実希 役[70]
- もみ消して冬〜わが家の問題なかったことに〜（2018年1月13日 - 3月17日、日本テレビ） - ヒロイン・北沢知晶 役[71]
  - もみ消して冬 2019夏〜夏でも寒くて死にそうです〜（2019年6月29日）
- スニッファー 嗅覚捜査官 スペシャル（2018年3月21日、NHK） - 七条香奈 役[72]
- 未解決の女 警視庁文書捜査官（2018年4月19日 - 6月7日、テレビ朝日） - 主演・矢代朋 役[73]
  - 未解決の女 警視庁文書捜査官 〜緋色のシグナル〜（2019年4月28日）[74]
  - 未解決の女 警視庁文書捜査官2（2020年8月6日 - 9月17日）
- 警視庁・捜査一課長 season3 第2・9話（2018年4月19日・6月7日、テレビ朝日） - 矢代朋 役[75][76]
  - 警視庁・捜査一課長スペシャル3（2019年4月21日）
  - 警視庁・捜査一課長2020 第15話（2020年8月27日）
- サバイバル・ウェディング（2018年7月14日 - 9月22日、日本テレビ） - 主演・黒木さやか 役[77]
- 絆のペダル（2019年8月24日、日本テレビ） - 椎名優希 役[78]
- G線上のあなたと私（2019年10月15日 - 12月17日、TBS） - 主演・小暮也映子 役[79]
- 日台共同制作ドラマ 路〜台湾エクスプレス〜（2020年5月16日・23日・30日〈全3回〉、NHK） - 主演・多田春香 役[80]
- #リモラブ 〜普通の恋は邪道〜（2020年10月14日 - 12月23日、日本テレビ） - 主演・大桜美々 役[81]
- ナイト・ドクター（2021年6月21日 - 9月13日、フジテレビ） - 主演・朝倉美月 役[82]
- 愛しい嘘〜優しい闇〜（2022年1月14日 - 3月4日、テレビ朝日） - 主演・今井望緒 役[83]
- 未来への10カウント（2022年4月14日 - 6月9日、テレビ朝日） - 桐沢史織 / 佐久間美鈴 役（二役）
- 魔法のリノベ（2022年7月18日 - 9月19日、関西テレビ・フジテレビ） - 主演・真行寺小梅 役[84]
- わたしのお嫁くん（2023年4月12日 - 6月21日、フジテレビ） - 主演・速見穂香 役[85][86]
- こっち向いてよ向井くん（2023年7月12日 - 9月13日、日本テレビ） - 坂井戸洸稀 役[87]
- 松本清張ドラマスペシャル 第二夜「ガラスの城」（2024年1月4日、テレビ朝日） - 主演・的場郁子 役[88][89]
- グレイトギフト（2024年1月18日 - 3月14日、テレビ朝日） - 久留米穂希 役[90]
- 24時間テレビ ドラマスペシャル『欽ちゃんのスミちゃん 〜萩本欽一を愛した女性〜』（2024年8月31日、日本テレビ） - スミちゃん（萩本澄子） 役[91][92]
- アイシー〜瞬間記憶捜査・柊班〜（2025年1月21日 - 3月25日、フジテレビ） - 主演・柊氷月 役[93]
- フェイクマミー（2025年10月〈予定〉 - 、TBS） - 主演・花村薫 役（川栄李奈とのW主演）[94]

### テレビ番組
- めざましテレビ MOTTOいまドキ!（2008年4月 - 2009年3月、フジテレビ）
- 恋ふぁく〜みんなで恋しよ!ケータイ小説FACTORY〜（2008年7月29日、名古屋テレビ）
- ツボ娘（2013年4月5日、TBS）
- A-Studio（2013年4月5日 - 2014年3月28日、TBS） - 5代目アシスタント[95]
- となりのシムラ（NHK）
  - 第1回（2014年12月16日）
  - 第6回（2016年12月26日）[96]
- SONGS「朝ドラを彩った主題歌」（2015年11月14日、NHK） - ナビゲーター[97]
- 第15回わが心の大阪メロディー（2015年12月15日、NHK） - 司会
- 24時間テレビ 愛は地球を救う39（2016年8月27日・28日、日本テレビ系） - チャリティパーソナリティ[98]
- "原爆の絵は語る"〜ヒロシマ被爆直後の3日間（2017年8月6日、NHK総合） - ナビゲーター
- FNS27時間テレビ「にほんのれきし博物館」（2017年9月9日・10日、フジテレビ） - "タビビト"[99]
- THE突破ファイル（2020年4月9日 - 、日本テレビ）- 準レギュラー（ドラマ出演も）
- VS嵐 (BABA嵐 十四代目最弱女王) （2020年12月24日、フジテレビ)
- 突然ですが占ってもいいですか？（2021年6月9日、フジテレビ）[100]
- BSフジサタデースペシャル『長谷川町子没後30年スペシャル「彩り」と「ことば」―時を超えて―』（2022年11月26日） - 案内人・語り[101]
- news zero（2024年4月2日 - 6月25日、日本テレビ） - 火曜パートナー[102]
- ザ・ノンフィクション「花嫁のれん物語」～能登で生きる家族の18年～（2024年7月28日、フジテレビ）[103]
- 土曜プレミアム『THE CONTE』（2025年3月15日、フジテレビ）- ナレーション [104]

### 配信ドラマ
- 加藤ミリヤ 20 -CRY- 「バースデイプレゼント」（2009年1月7日配信、DOR@MO）
- 100シーンの恋 vol.3 「ラブソングを君に〜バンド編〜」（2009年12月1日配信、i-mode / EZweb / Yahoo!ケータイ） - 彩音 役
- オシャレに恋したシンデレラ〜おかりえが夢を叶えるまで〜（2011年10月1日 - 12月21日、全14話、BeeTV） - 斉藤麻耶 役
- ヒミツの関係〜先生は同居人〜（2010年7月1日 - 2010年9月23日、全13話、BeeTV） - 清瀬美和子 役
- 100年コートのつくり方（2013年5月13日 - 2013年6月6日、全4話、公式web） - 主演・早坂千鳥 役
- 最上のプロポーズ（2013年5月20日 - 6月24日、全12話、BeeTV） - 前園遙 役
- 12つぶの物語（2013年10月1日同時公開、全12話、公式web） - 主演・ほりぐっちゃん 役
- 24時間女優-待つ女- 第2回（2013年11月8日、ひかりTV） - 主演・青木トメ 役
- 恋に落ちたおひとりさま～スタンダールの恋愛論～（2022年3月18日配信、全10話、Amazon Prime） - 主演・岡部聡子 役[105]
- わたしのお嫁くん 特別編（2023年6月21日、FOD） - 主演・速見穂香 役[106]

### CM
- SONY Walkman × NET JUKENET（2006年3月 - ）
- NTTdocomo
  - 音楽ケータイ（2007年2月 - 5月）
  - BOOKストア（2012年5月 - ） - 村松 役
- ジョンソン・エンド・ジョンソン
  - アキュビュー アドバンス（2007年）
  - ワンデー アキュビュー モイスト 乱視用（2012年5月 - ）
- ユニバーサルミュージック 「DRIVIN' J-POP for LOVE&JOY」（2008年4月 - ）
- サントリー ラッキーサイダー（2008年7月 - 2009年1月）
- ベネッセコーポレーション 進研ゼミ高校講座（2008年11月 - 2009年）
- 花王
  - 赤のケープ（2009年10月 - ）
  - Liese（2014年3月 - ）
  - ロリエ エフ しあわせ素肌（2016年10月 - ）[107]
  - ソフィーナ プリマヴィスタ（2017年2月 - ）[108]
- ユニバーサル・スタジオ・ジャパン サマーキャンペーン（2010年8月 - 11月）
- オートバックスセブン オートバックス 「クルマ生活研究所」（2011年9月 - ） - ワカバ助手 役
- ニベア花王 ニベアSUN（2013年2月 - ）
- 大塚食品 MATCH（2013年5月 - ）
- NHK BS 受信料（2013年6月 - ）
- 森永製菓 DARS（2013年10月 - ）
- ポイント LOWRYS FARM（2013年10月 - ）
- マイナビ
  - マイナビ看護師（2014年1月 - ）[109]
  - マイナビ薬剤師（2016年9月 - ）[110]
- 日本郵便 2015年用お年玉付き年賀はがき（2014年10月 - ）
- アサヒ飲料 アサヒおいしい水（2015年3月 - ）
- ジーユー（2015年3月 - 2016年8月） - 楊貴妃 役
- 三井ショッピングパーク ららぽーと（2015年4月 - ）[111]
- キリンビバレッジ 生茶（2016年4月 - ）[112]
- ミスタードーナツ クロワッサンマフィン（2016年）[113]
- 久光製薬 のびのびサロンシップF（2016年 - ）[114]
- 大同生命保険（2016年10月 - ）[26]
- サンヨー食品 サッポロ一番 和ラー（2016年10月 - ）[115]
- 政府広報 マイナンバーカード / 身分証明書篇（2017年）[116]
- キリンビール
  - のどごしスペシャルタイム（2017年4月 - ）[117]
  - 氷結RED & 氷結GREEN（2019年2月 - ） - 柳楽優弥と共演[118]
- メガネのミキ 美しい国のメガネ（2018年6月 - ）[119]
- 全薬工業
  - ジキニンファースト顆粒N（2018年9月 - ）[120][121]
  - ジキニンファーストシリーズ 「11症状叩き」篇（2019年10月1日 - ）[122]
- ファンケル カロリミット（2020年7月 - ）[123]
- 関西電力
  - 光熱費 ほっとく？ なっトク？『なっトクパック』キャンペーン（2021年7月 - ）[124]
  - 電気もガスも 選ぶなら関西電力で決まり。キャンペーン（2022年2月 - ）[125]
- スズキ「アルト」（2021年12月 - 2024年12月）[126]
- Sparty
  - MEDULLA（2022年1月 - ） - 成海璃子、山本舞香と共演[127]
  - HOTARU PERSONALIZED（2022年1月 - ） - 成海璃子、山本舞香と共演[127]
- ジェーシービー QUICPay（2022年3月 - ）[128]
- 霧島酒造  KIRISHIMA No.8（2024年7月 - ）[129]
- 日本マクドナルド ベーコンポテトパイ（2025年4月 - ）[130]

### 広告
- 消防庁 平成20年度秋の火災予防運動ポスター（2008年）[131]
- 日本損害保険協会 2012年度広報キャラクター（2013年）[131]
- アシックス ASICS33プローモーションアンバサダー（2013年）[132]
- 建設業労働災害防止協会 年度末ポスター（2014年）[131]
- 法務省 第64回 社会を明るくする運動「おかえり」ポスター（2014年）[131]
- 消防試験研究センター 資格試験広報用ポスター（2014年）[131]
- 全国都市緑化よこはまフェア フラワーアンバサダー（2017年）[133]
- 政府広報 マイナンバーカード（2016年 - ）[134][135]
- 警視庁 平成29年春の全国交通安全運動ポスター（2017年4月6日 - 4月15日）

### MV
- FUNKY MONKEY BABYS「告白」（2008年7月23日）
- +Plus「雪道」（2009年12月16日）
- チャン・グンソク「Stay」（2012年5月30日）
- indigo la End「瞳に映らない」（2014年9月24日）
- DREAMS COME TRUE「KNOCKKNOCK!」（2017年3月21日）
- 神様、僕は気づいてしまった「CQCQ」（2017年5月31日）
- 神様、僕は気づいてしまった「ストレイシープ」（2018年10月17日）
- いきものがかり「きらきらにひかる」（2020年8月31日）

### CDジャケット
- indigo la End「瞳に映らない」（2014年9月24日）

### 劇場アニメ
- それいけ!アンパンマン おもちゃの星のナンダとルンダ（2016年7月2日、東京テアトル） - ルンダ 役[136]
- ドラゴンクエスト ユア・ストーリー（2019年8月2日公開、東宝） - フローラ 役[137]

### テレビアニメ
- 毎日かあさん 第23話 （2009年9月16日、テレビ東京） - きみこ 役

### 舞台
- 0号室の客〜帰ってきた男〜（2010年11月13日 - 12月20日、東京 / 大阪） - 小須田美香 役
- ふたりものがたり 乳房〜天上の花となった君へ〜（2016年5月7日 - 5月22日、東京 / 兵庫 / 大阪 / 新潟） - 里子 役

### ラジオ
- オールナイトニッポンR（2008年6月21日、ニッポン放送）
- 美女対談 (2016年3月21日 - 24日、ニッポン放送)

### ゲームソフト
- クロヒョウ 龍が如く新章（2010年9月22日、セガ） - 工藤沙紀 役
- 仁王2（2020年、コーエーテクモゲームス） - 無明 役[138]

### 日本語吹替
- GODZILLA ゴジラ（2014年7月25日） - エル・ブロディ 役（エリザベス・オルセン）[139][4]

### YouTube
- 紋四郎と恩狸の川端会議（2015年6月15日 - 6月17日） - 波瑠さん来はるの巻 前編・後編・番外編

## 書籍

### 雑誌
- セブンティーン（2007年 - 2012年、集英社） - 専属モデル
- non-no（2012年 - 2015年、集英社） - 専属モデル
- 婦人画報（2016年4月 - 2017年3月、ハースト婦人画報社） - 【連載】波瑠きもの・いろいろ
- saita（2017年5月 - 、セブン&アイ出版） - 【連載】手みやげ波瑠手帖

### 小説表紙
- 通学範囲〜君は僕の傍にいる〜（2013年4月25日、集英社ピンキー文庫） - カバーモデル

## ディスコグラフィー

### シングル
- I miss you/MESSAGE〜明日の僕へ〜（2008年4月16日） - 『神さまぁ〜ず』ET（TBS）

## 受賞

### ドラマ
- 2016年 第88回ザテレビジョンドラマアカデミー賞 主演女優賞（『あさが来た』）[140][141]
- 2016年 第5回コンフィデンスアワード・ドラマ賞 主演女優賞（『ON 異常犯罪捜査官・藤堂比奈子』）[27][142]
- 2016年 東京ドラマアウォード 2016 主演女優賞（『あさが来た』）[143]
- 2017年 第41回エランドール賞 新人賞[144]
- 2017年 第93回ザテレビジョンドラマアカデミー賞 主演女優賞（『あなたのことはそれほど』）[145]

### その他
- 2017年 第46回ベストドレッサー賞 芸能部門[146]
- 2017年 第46回ベストドレッサー賞 ウールマーク賞[146]